# Cụm sao Hồ Điệp
Cụm sao Hồ Điệp (còn gọi là Messier 6, M6 hay NGC 6405) là một cụm sao phân tán gồm các ngôi sao nằm trong chòm sao Thiên Yết (Scorpius). Tên gọi của nó xuất phát từ hình dạng trông gần giống như một con bướm.
Nhà thiên văn đầu tiên ghi nhận sự tồn tại của cụm sao Hồ Điệp là Giovanni Battista Hodierna vào năm 1654. Tuy nhiên, Robert Burnham Jr đã đề xuất rằng nhà thiên văn thế kỷ 1 là Ptolemy có thể đã nhìn thấy nó bằng mắt thường khi quan sát hàng xóm của nó là cụm sao Ptolemy (M7). Charles Messier lập danh lục cho cụm sao này là M6 vào năm 1764. Cho mãi tới thế kỷ 20 người ta mới kiểm đếm số lượng sao, tính toán khoảng cách và các tính chất khác của nó.

## Đặc trưng
Phần lớn các ngôi sao sáng trong cụm sao này là các sao nóng, xanh lam kiểu B nhưng thành viên sáng nhất lại là sao khổng lồ cam kiểu K, gọi là BM Scorpii, có sự tương phản rõ nét với các hàng xóm xanh lam của nó trong các bức ảnh. BM Scorpii được phân loại như là sao biến quang bán thông thường, độ sáng của nó dao động từ cấp +5,5 tới cấp +7,0.
Các ước tính khoảng cách của cụm sao Hồ Điệp thay đổi theo thời gian, với giá trị trung bình khoảng 1.600 năm ánh sáng, với kích thước không gian khoảng 12 năm ánh sáng. Các đo đạc hiện đại chỉ ra độ sáng biểu kiến tổng cộng của nó có cấp 4,2.

## Hình ảnh

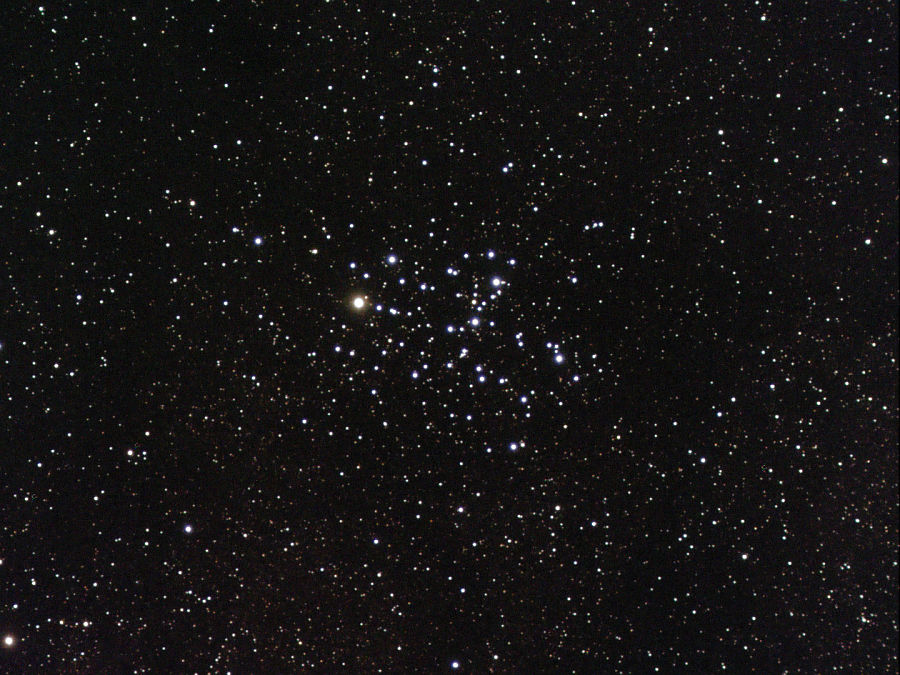
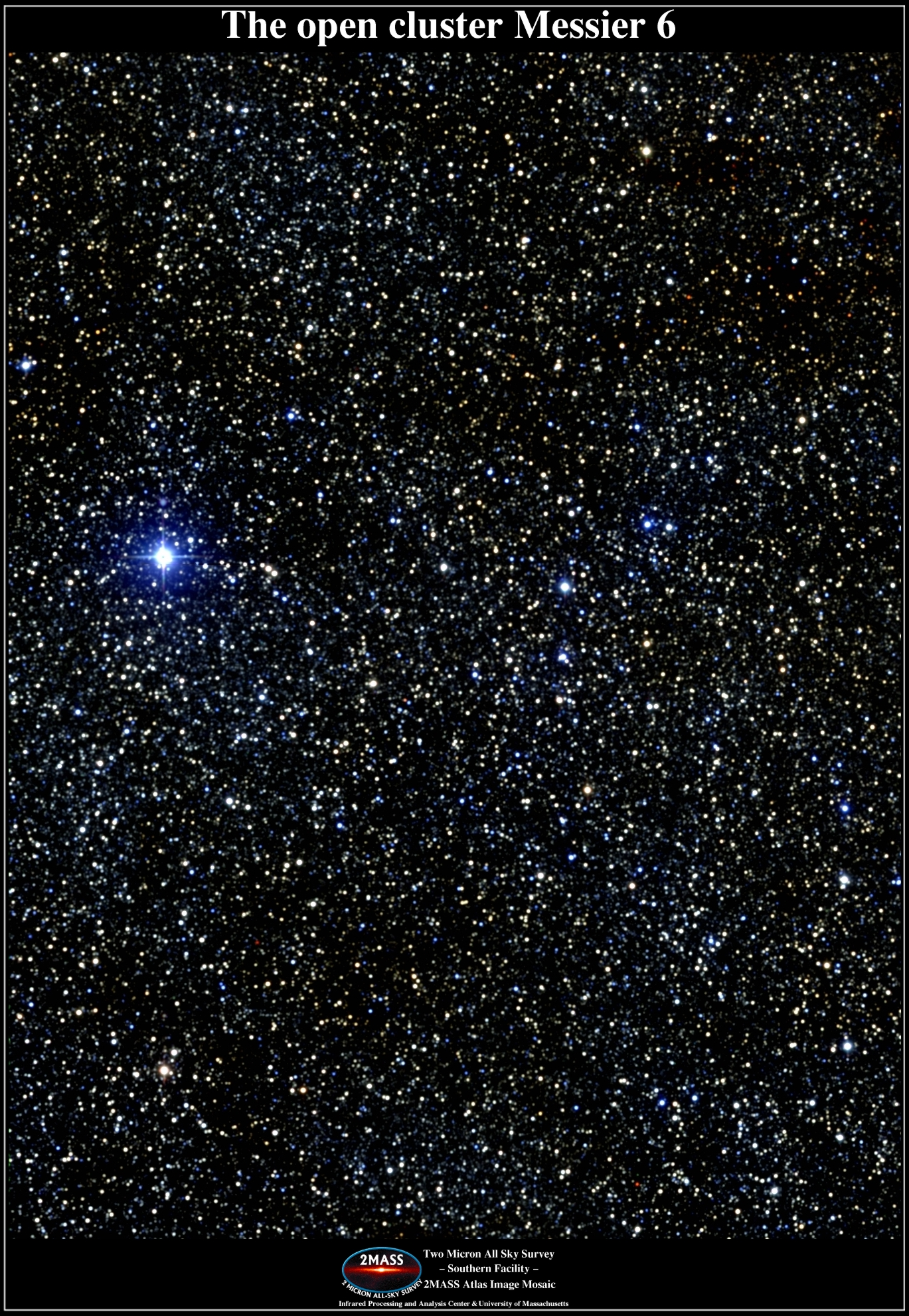